# Epicadus taczanowskii
Epicadus taczanowskii es una especie de araña cangrejo del género Epicadus, familia Thomisidae. Fue descrita científicamente por Roewer en 1951.

## Distribución
Esta especie se encuentra en La Española, Costa Rica, desde Panamá a Perú, Bolivia y Brasil.

## Taxonomía
Fue descrita por Roewer en 1951.
Tratamiento taxonómico
La especie aparece registrada y publicada en Neue Namen einiger Araneen-Arten. Abhandlungen des Naturwissenschaftlichen Vereins zu Bremen 32: 437–456.